# 梁崇牵
梁崇牵，唐朝中期岭南蛮族酋长。
安史之乱爆发后，岭南蛮族酋长梁崇牵自称平南十道大都统，占据容州（今广西壮族自治区北流市），与西原蛮人张侯、夏永等连兵攻陷城邑，前容管经略使陈仁琇、李抗、侯令仪、耿慎惑、元结、长孙全绪等人都将治所移置藤州或苍梧。梁崇牵又和别帅覃问、西原酋长吴功曹合兵攻陷道州，据城五十余日。梁崇牵占据容州十余年。经略使王翃来到藤州，用自己的财产去招募兵员。驰马前往广州，参见岭南节度使李勉，请求出兵收复容州。大历六年（771年）三月，与义州刺史陈仁璀、藤州刺史李晓庭等人结下盟誓讨伐叛军。王翃招募了三千多人，打败了数万名敌军。攻克容州，生擒梁崇牵。前后大小战斗一百多次，收复全部容州故地。